# شکرالله عطارزاده
شکرالله عطارزاده (۱۳۳۹ – ۳ آذر ۱۴۰۱) نمایندهٔ حوزهٔ انتخابیهٔ بوشهر، گناوه و دیلم در دورهٔ هفتم مجلس شورای اسلامی بود.